# Фамен Арденн Классик 2023
5-й выпуск  Фамен Арденн Классик — шоссейной однодневной велогонки по дорогам Бельгии. Гонка прошла 1 октября 2023 года в рамках Европейского тура UCI 2023. Победу одержал бельгийский велогонщик Арно Де Ли.

## Участники
В гонке приняло участие 22 команды.
| UCI WorldTeams (8)- Alpecin-Deceuninck - Intermarché-Circus-Wanty - UAE Team Emirates - Soudal Quick-Step - AG2R Citroën Team - Cofidis - Arkéa-Samsic - Jumbo-Visma UCI ProTeams (9)- Lotto Dstny - Team Flanders-Baloise - Human Powered Health - Bingoal WB - TotalEnergies - Bolton Equities Black Spoke Pro Cycling - Israel-Premier Tech - Q36.5 Pro Cycling Team - Uno-X Pro Cycling Team UCI Continental Teams (5)- Team Coop-Repsol - Restaurant Suri-Carl Ras - Leopard TOGT Pro Cycling - Volkerwessels Cycling Team - Metec-Solarwatt p/b Mantel |
| |

## Ход гонки
Финиш гонки стал довольно необычным. Молодой бельгиец Арно Де Ли начал спринт с дистанции, опередил своих соперников и готов был выиграть гонку. Однако за 50 метров до финишной черты у него сломался шип на правой велотуфле и он продолжил крутить педали только одной ногой, что резко снизило его скорость. Другие спринтеры, ведомые Каденом Гроувсом, продолжали атаку, но Де Ли удалось сохранить лидерство на финише.

## Результаты
| \| Генеральная классификация \| Генеральная классификация \| Генеральная классификация \| Генеральная классификация \| Генеральная классификация \| \| Гонщик \| Гонщик \| Команда \| Время \| \| \| ------------------------- \| ------------------------- \| ------------------------- \| ------------------------- \| ------------------------- \| \| 1-й \| Арно Де Ли \| Lotto Dstny \| 4ч 22' 08 \| \| \| 2-й \| Кэйден Гровс \| Alpecin-Deceuninck \| + 0 \| \| \| 3-й \| Флориан Сенешаль \| Soudal Quick-Step \| + 0 \| \| |                  |                    |           |
| |                  |                    |           |
| |                  |                    |           |
| Генеральная классификация |                  |                    |           |
| Гонщик | Гонщик           | Команда            | Время     |
| 1-й | Арно Де Ли       | Lotto Dstny        | 4ч 22' 08 |
| 2-й | Кэйден Гровс     | Alpecin-Deceuninck | + 0       |
| 3-й | Флориан Сенешаль | Soudal Quick-Step  | + 0       |